# Guido Mayer
Guido Mayer (ca. 1950) is een Oostenrijks organist en muziekpedagoog.

## Levensloop
Mayer won de Tweede prijs in de internationale orgelwedstrijd in 1982, gehouden in het kader van het Festival Musica Antiqua
Mayer doceert in de Muziekhogeschool in Wenen. Hij treedt vaak op als organist met de Wiener Singakademie en de Wiener Symphoniker. Hij speelt ook harmonium.
Tot in 2008 was hij organist en koorleider van de Weense parochie Am Tabor.